# Eichstedt (Altmark)
Eichstedt (Altmark) è un comune tedesco di 861 abitanti situato nel land della Sassonia-Anhalt.